# Cent (hudba)
Cent je bezrozměrná jednotka pro měření velikosti intervalů, používaná v hudební akustice i hudbě.
Definice centu vychází z rovnoměrně temperovaného ladění, dělícího oktávu na 12 stejně velkých půltónů. Jeden cent je definován jako 1/100 temperovaného půltónu, tedy 1/1200 oktávy. Mezi dvěma tóny je vzdálenost jeden cent, pokud poměr kmitočtu vyššího tónu ke kmitočtu nižšího tónu je
{\displaystyle 1c={\sqrt[{100}]{\sqrt[{12}]{2}}}={\sqrt[{1200}]{2}}=1,00057778950655485929679257579323...}.
Cent je vhodný pro práci s laděními, dělícími oktávu na dvanáct přibližně stejných půltónů, což jsou všechna ladění, používaná v evropské hudbě. Pro ladění, dělící oktávu jiným způsobem, by byla vhodnější např. milioktáva, definovaná jako 1/1000 oktávy. Její použití se však nerozšířilo.